# Anunciação (Frei Carlos)
Anunciação é uma pintura a óleo sobre madeira pintada por Frei Carlos cerca de 1523 e que se encontra actualmente no Museu Nacional de Arte Antiga, em Lisboa.
A pintura representa o episódio bíblico da Anunciação.
A pintura é pautada pela luminosidade, pela relação entre o espaço interior e exterior e pelo harmonioso jogo das linhas de força da composição definidas através da arquitectura.
Frei Carlos pintou esta obra poucos anos após ter professado no convento jerónimo do Espinheiro, nela se revelando já a suave elegância e a clara ordenação cenográfica que caracterizam as pinturas retabulares do monge-pintor. A vincada suavidade do colorido e a graça da figura da Virgem e do juvenil Anjo são características do universo piedoso e calmo da pintura de Frei Carlos.

## Descrição
A composição está definida em dois espaços, um interior e outro exterior separados por uma parede. Na zona interior, do lado direito, que ocupa cerca de três quartos da área da pintura, a Virgem Maria está ajoelhada perante um altar quando recebe a visita do anjo anunciador que ainda paira no ar mas já com as vestes a rojar o chão. Na vertical sobre a cabeça da virgem voa a pomba do Espírito Santo.
No altar encontra-se representado, como "quadro dentro do quadro", o tema da sarça ardente, da árvore sagrada que ardeu sem se consumir, imagem da própria Maria, que concebeu e deu à luz na pureza virginal.
A Virgem Maria está representada com naturalidade sendo de salientar a delicadeza do seu rosto inclinado ligeiramente para a sua direita que contrasta com as pregas angulosas das suas vestes que jazem sobre um tapete vermelho.
No lado exterior, do lado esquerdo, três anjos cantam e tocam música celestial para louvar o acontecimento sob um pórtico renascentista. Os anjos estão desenhados com grande minúcia e com um excelente equilíbrio cromático transmitindo um sentimento de serenidade.
Ao fundo, para lá de um pequeno muro, vislumbra-se uma paisagem com casario e colinas verdejantes que se desvanecem transmitindo a sensação de distância.

## História
Cunha Taborda em 1815 deu conta da localização desta tábua no Convento do Espinheiro, afirmando que se encontrava no altar da sacristia uma Anunciação "que tem muito merecimento". Contudo, e apesar do valor desta informação, não há provas de que tenha sido esse o seu local original.

### Ligação externa
- Página oficial do Museu Nacional de Arte Antiga